# پونم جهاور
پونم جهاور (به انگلیسی: Poonam Jhawer) (زاده ۱۴ اوت ۱۹۷۹) بازیگر، مدل، خواننده هندی است.
از فیلم‌هایی که وی در آن نقش داشته‌است می‌توان به مهره، راجکومار و اوه خدای من! اشاره کرد.